# Мелані Лезаффр
Мелані Лезаффр (фр. Mélanie Lesaffre; нар. 19 вересня 1990, Булонь-сюр-Мер, регіон О-де-Франс, департамент Па-де-Кале) — французька борчиня вільного стилю, бронзова призерка чемпіонату Європи.

## Біографія
Боротьбою почала займатися з 1997 року. Бронзова призерка чемпіонату Європи 2005 року серед кадетів. Віце-чемпіонка чемпіонату Європи 2009 року серед юніорів. Бронзова призерка чемпіонату світу 2009 року серед юніорів.
Виступає за борцівський клуб «Елькоба» Ле-Портель. Триразова чемпіонка Франції — 2009, 2010 та 2011 років.

## Спортивні результати на міжнародних змаганнях

### Виступи на Чемпіонатах світу
| Змагання                        | Збірна  | Вагова категорія | Місце |
| ------------------------------- | ------- | ---------------- | ----- |
| Чемпіонат світу з боротьби 2013 | Франція | 48 кг            | 5     |
| Чемпіонат світу з боротьби 2014 | Франція | 48 кг            | 22    |
| Чемпіонат світу з боротьби 2015 | Франція | 53 кг            | 11    |

### Виступи на Чемпіонатах Європи
| Змагання                         | Збірна  | Вагова категорія | Місце  |
| -------------------------------- | ------- | ---------------- | ------ |
| Чемпіонат Європи з боротьби 2009 | Франція | 48 кг            | 13     |
| Чемпіонат Європи з боротьби 2010 | Франція | 48 кг            | Бронза |
| Чемпіонат Європи з боротьби 2011 | Франція | 48 кг            | 7      |
| Чемпіонат Європи з боротьби 2013 | Франція | 48 кг            | 15     |

### Виступи на Європейських іграх
| Змагання              | Збірна  | Вагова категорія | Місце |
| --------------------- | ------- | ---------------- | ----- |
| Європейські ігри 2015 | Франція | 53 кг            | 17    |

### Виступи на інших змаганнях
| Змагання                                                                 | Збірна  | Вагова категорія | Місце  |
| ------------------------------------------------------------------------ | ------- | ---------------- | ------ |
| Klippan Lady Open 2008                                                   | Франція | 51 кг            | 8      |
| Відкритий жіночий чемпіонат Австрії з боротьби 2008                      | Франція | 51 кг            | Бронза |
| Гран-прі Німеччини з боротьби 2008                                       | Франція | 51 кг            | 14     |
| Klippan Lady Open 2009                                                   | Франція | 48 кг            | 8      |
| Гран-прі Німеччини з боротьби 2009                                       | Франція | 48 кг            | 10     |
| Середземноморські ігри 2009                                              | Франція | 48 кг            | Бронза |
| Гран-прі Німеччини з боротьби 2010                                       | Франція | 51 кг            | 5      |
| Гран-прі Німеччини з боротьби 2011                                       | Франція | 48 кг            | 7      |
| Гран-прі Іспанії з боротьби 2011                                         | Франція | 51 кг            | 9      |
| Henri Deglane Challenge 2011                                             | Франція | 48 кг            | Бронза |
| Турнір Дана Колова — Николи Петрова 2012                                 | Франція | 48 кг            | Бронза |
| Олімпійський кваліфікаційний турнір з вільної боротьби 2012 (Софія)      | Франція | 48 кг            | 14     |
| Henri Deglane Challenge 2012                                             | Франція | 48 кг            | Золото |
| Гран-прі Німеччини з боротьби 2013                                       | Франція | 51 кг            | Бронза |
| Середземноморські ігри 2013                                              | Франція | 51 кг            | Золото |
| Меморіал Вацлава Циолковського 2013                                      | Франція | 51 кг            | 11     |
| Klippan Lady Open 2014                                                   | Франція | 53 кг            | 9      |
| Гран-прі Парижа 2015                                                     | Франція | 48 кг            | 15     |
| Гран-прі Німеччини з боротьби 2015                                       | Франція | 53 кг            | Бронза |
| Відкритий чемпіонат Польщі з боротьби 2015                               | Франція | 53 кг            | 10     |
| Гран-прі Парижа 2016                                                     | Франція | 53 кг            | 8      |
| Олімпійський кваліфікаційний турнір з вільної боротьби 2016 (Улан-Батор) | Франція | 53 кг            | 12     |
| Олімпійський кваліфікаційний турнір з вільної боротьби 2016 (Стамбул)    | Франція | 53 кг            | Бронза |